# Cabeço do Escalvado
O Cabeço do Escalvado é uma elevação portuguesa localizada no concelho de São Roque do Pico, ilha do Pico, arquipélago dos Açores.
Este acidente geológico tem o seu ponto mais elevado a 1068 metros de altitude acima do nível do mar. Esta formação encontra-se na Latitude de 38.48° e na Longitude de 28.36°.